# نوکیا ۳
نوکیا ۳ (انگلیسی: Nokia 3) تلفن همراه اندرویدی با نام تجاری اچ‌ام‌دی گلوبال از شرکت فنلاندی نوکیا است.
سیستم‌عامل این گوشی به‌طور پیش‌فرض اندروید نوقا ۷٫۰ است و اندروید اوریو و اندروید پای را نیز دریافت کرد. نوکیا ۳ از سیستم روی یک تراشه (SoC) مدیاتک MT6737 استفاده می‌کند. گوشی دارای پشتی پلی‌کربنات با قاب فلزی و یک ظاهر مشابه با نوکیا لومیا ۹۲۵ است.
اچ‌ام‌دی گلوبال گفته‌است که بروزرسانی نرم‌افزار به‌طور منظم به تلفن ارائه می‌دهند تا امنیت کاربران را حفظ کنند.
نوکیا ۳ در ۱۳ ژوئن ۲۰۱۷ در هند عرضه شد. همچنین در تاریخ ۱۲ ژوئیه نیز در بریتانیا عرضه شد.

## مشخصات
- بدنهٔ ساخته شده از جنس فلز به همراه پوشش پلی کربنات برای قاب پشتی دستگاه و پوشش گوریلا گلس بروی صفحه نمایش
- استفاده از صفحه نمایش ۵ اینچی با تراکم پیکسلی ۲۹۴ پیکسل بر هر اینچ و استفاده از پنل IPS LCD
- استفاده از چیپ میان ردهٔ Mediatek MT6737 با استفاده از چهار هستهٔ پردازشی با مجموع فرکانس پردازشی ۱٫۳ گیگاهرتز به همراه پردازندهٔ گرافیکی مالی T720MP1
- دوربین اصلی با سنسور ۸ مگاپیکسلی به همراه استفاده از لنزی با گشودگی f/2.0 و قابلیت ضبط ویدئو در رزولوشن 720p
- دوربین سلفی با سنسور ۸ مگاپیکسلی و لنز با f/2.0 به همراه قابلیت ثبت تصاویر با زوایهٔ دید ۸۴ درجه و قابلیت ضبط ویدئو با رزولوشن 720p
- استفادهٔ پیش‌فرض از اندروید ۷٫۰ نوقا
- ۱۶ گیگابایت حافظهٔ داخلی به همراه ۲ گیگابایت حافظهٔ رم و پشتیبانی از مموری کارت
- پشتیبانی از شبکه‌های ارتباطی 4G LTE Cat.4 (150Mbps down/ 75Mbps up); Dual-Band Wi-Fi a/b/g/n; Bluetooth 4.0; GPS, A-GPS; FM radio; NFC
- بهره‌گیری از باتری با ظرفیت ۲۶۵۰ میلی‌آمپر ساعت[۸]

### معایب
- امکان استفاده از چیپ سطح بالاتر و قدرتمندتر وجود داشت
- عدم پشتیبانی از ضبط ویدئو با رزولوشن Full HD
- عدم پشتیبانی از فناوری‌های شارژ سریع[۸]

### طراحی و ساخت
نوکیا ۳ یک دستگاه با کیفیت ساخت مناسب می‌باشد؛ در این گوشی از فریم با جنس فلز استفاده شده‌است که ضمن ایجاد مقاومت مناسب برای آن، وزن زیادی را نیز برای آن ایجاد نکرده‌است.
بروی قاب پشتی این گوشی از یک پوشش از جنس پلی کربنات استفاده شده‌است. نوکیا نیز روند دیگر کمپانی‌های تولیدکنندهٔ گوشی‌های هوشمند را در پیش گرفته‌است و در گوشی جدید خود از باتری با قابلیت تعویض استفاده نکرده‌است.
بروی قاب پشتی این گوشی همانند گوشی‌های دکمه‌ای نوکیا، از یک دوربین بسیار کوچک استفاده شده‌است. در زیر آن نیز فلش دوربین وجود دارد و این دو قسمت در یک قاب بیضی شکل که اندکی تیره‌تر از قاب پشتی دستگاه هستند، قرار گرفته‌اند.
در بخش جلویی نوکیا ۳ نیز شاهد وجود صفحه نمایش دستگاه هستیم. در این گوشی از یک نمایشگر با سایز ۵ اینچ و با پنل IPS LCD استفاده شده‌است. تراکم پیکسلی در نظر گرفته شده برای این نمایشگر نیز ۲۹۴ پیکسل بر هر اینچ می‌باشد. شاید در نگاه اول و در مقایسه با عرضهٔ دستگاه‌هایی با تراکم پیکسلی ۸۰۰ پیکسل بر هر اینچ در سال ۲۰۱۷، تراکم پیکسلی ۲۹۴ پیکسل مقداری ناامیدکننده به نظر برسد اما باید به این نکته نیز توجه داشته باشیم که در مقایسه با قیمت تمام شده برای این گوشی، این تراکم پیکسلی مقدار مناسبی می‌باشد و برای کاربران آزاردهنده نخواهد بود.
در بخش بالایی صفحه نمایش نیز سنسورهای موردنیاز دستگاه به همراه دوربین سلفی آن وجود دارند. در زیر صفحه نمایش اما، دکمه‌های مسیریابی آن طراحی شده‌اند. این دکمه‌ها از نوع لمسی خازنی می‌باشند و نوکیا استفاده از این دکمه‌ها را به جای استفاده از دکمه‌های لمسی در بخش پایینی صفحه نمایش ترجیح داده‌است.
نوکیا ۳ با توجه به استفاده از یک صفحه نمایش ۵ اینچی به سادگی در دست گرفته می‌شود؛ بنابراین، در صورتی که قصد خرید دستگاهی با ابعاد مناسب و در دست‌گیری آسان را دارید، نوکیا ۳ می‌تواند این خواستهٔ شما را برآورده کند.
لبهٔ سمت راست این گوشی میزبان دکمه‌های پاور و تنظیم صدای دستگاه می‌باشد که با توجه به ابعاد کلی دستگاه محل مناسبی برای آن‌ها انتخاب شده‌است. بخش سمت چپ دستگاه نیز میزبان پورت‌های سیمکارت این گوشی می‌باشد. البته این بخش به صورت هیبریدی طراحی شده‌است؛ بنابراین، در صورتی که قصد استفاده از مموری کارت را در گوشی خود داشته باشید، شیار دوم سیمکارت آن پر می‌شود و نمی‌توانید از سیمکارت دوم در گوشی خود استفاده نمایید.
ابعاد کلی Nokia 3 برابر با ۱۴۳٫۴×۱٫۴×۸٫۵ میلی‌متر می‌باشد. ضخامت ۸٫۵ میلی‌متری آن اندکی در مقایسه با دستگاه‌های موجود در بازار بیشتر می‌باشد.

### باتری
در نوکیا ۳ از یک باتری با ظرفیت ۲۶۳۰ میلی‌آمپر ساعت استفاده شده‌است که در مقایسه با باتری‌های ۴۰۰۰ میلی‌آمپری استفاده شده در برخی از گوشی‌ها مقدار کمتری می‌باشد.
اما با توجه به رزولوشن پایین صفحه نمایش این گوشی و مصرف کمتر باتری به وسیلهٔ آن، می‌توان انتظار بازدهی مناسبی از باتری این گوشی را داشت.
در تست انجام شده بروی نوکیا ۳، با یک بار شارژ کامل باتری این گوشی در حالت آماده به کار بازدهی ۵۳ ساعته‌ای را داشت. در تست مکالمهٔ مداوم نیز این گوشی در حدود ۱۰ ساعت بازدهی داشت.
در تست استاندارد وب گردی با Wi-Fi اما، نوکیا ۳ بازدهی معمولی در حدود ۱۰ ساعت داشت. در پخش مداوم ویدئو نیز این بازدهی کمتر شد و به ۸ ساعت و نیم رسید.
به صورت کلی این گوشی عملکرد فوق‌العاده‌ای در بخش باتری ندارد اما می‌تواند نیاز معمول یک روز شما را برطرف کند و شما را از همراه داشتن دائمی شارژر بازدارد.

### سخت‌افزار
کمپانی HMD گوشی جدید خود از برند نوکیا را به چیپ میان ردهٔ Mali-T720MP1 مجهز کرده‌است. در این چیپ از چهار هستهٔ پردازشی از نوع A53 با مجموع فرکانس پردازشی ۱٫۴ گیگاهرتز استفاده شده‌است. همچنین، در این گوشی شاهد استفاده از دو گیگابایت حافظهٔ رم هستیم. همان‌طور که احتمالاً از مشخصات سخت‌افزاری این گوشی هم مطلع شده‌اید، نوکیا ۳ نمی‌تواند دستگاهی مناسب برای اجرای بازی‌های سنگین اندرویدی برای شما باشد. اما از این گوشی می‌توانید برای استفاده‌های معمولی و روزانهٔ خود شامل: وب گردی، تماشای ویدئو، تلگرام گردی، تماس، ارسال پیام و … استفاده نمایید.
در تست‌های بنچمارک اجرا شده بروی این گوشی شاهد نتایج فراتر از حد انتظاری نبودیم و معمولاً نوکیا ۳ در میان آخرین دستگاه‌های میان رده قرار می‌گرفت. در تست جامع انتوتو ۶، این گوشی امتیاز ۲۸ هزار را دریافت کرده‌است. این امتیاز در مقایسه با سایر میان رده‌ها چون: نوکیا ۶ با امتیاز ۴۶ هزار، میزو M5 با امتیاز ۴۰ هزار یا … به طرز قابل توجهی کمتر می‌باشد.
بنابراین، به صورت کلی با یک دستگاه میان رده با عملکردی نه چندان قدرتمند روبرو هستیم.

### دوربین
در بخش دوربین در گوشی نوکیا ۳ از یک پکیج نه چندان قدرتمند استفاده شده‌است که البته با در نظر گرفتن قیمت پایین این گوشی، استفاده از این پکیج عادی می‌باشد. در این گوشی از یک سنسور ۸ مگاپیکسلی استفاده شده‌است که هر پیکسل ثبت شده به وسیلهٔ آن سایزی برابر با ۱٫۱۲ میکرون را دارا است. همچنین، برای این دوربین از لنزی با گشودگی دریچهٔ دیافراگم f/2.0 استفاده شده‌است.
اما نکتهٔ غافلگیرکننده در بخش دوربین این گوشی، دوربین سلفی استفاده شده در آن می‌باشد. در نوکیا ۳ از یک دوربین سلفی با سنسوری ۸ مگاپیکسلی با لنزی با f/2.0 استفاده شده‌است که سایز هر پیکسل ثبت شده به وسیلهٔ آن ۱٫۱۲ میکرون می‌باشد. موردی که در این بخش بسیار جالب توجه است، یکسان بودن مشخصات دو دوربین استفاده شده در این گوشی می‌باشد. البته دستکم بروی کاغذ این چنین می‌باشد و باید دید که آیا دوربین سلفی می‌تواند عملکردی به خوبی دوربین اصلی آن داشته باشد یا خیر.
در بخش ضبط ویدئو نیز هر دو دوربین استفاده شده در این گوشی توانایی ضبط ویدئو در رزولوشن 720p را دارند که البته اگر امکان ضبط ویدئو با رزولوشن Full HD نیز در آن استفاده می‌شد، بسیار جذابتر بود.
اپلیکیشن دوربین استفاده شده برای نوکیا ۳ بسیار کاملتر و بهتر از دستگاه‌های هم ردهٔ آن می‌باشد. در این اپ شما می‌توانید به سادگی به قابلیت‌های جذاب و مختلف موجود در آن استفاده نمایید و تصاویر بهتری را به ثبت برسانید.
یکی از حالت‌های بسیار خوب عکاسی که در این گوشی شاهد هستیم، حالت عکاسی دستی یا Manual می‌باشد. با استفاده از این حالت شما می‌توانید المان‌های عکاسی را متناسب با نیاز خود تغییر دهید. برای نمونه، می‌توانید فوکوس را تنظیم کنید؛ ISO را متناسب با شرایط تغییر دهید و نور تصویر را تنظیم نمایید.
به صورت کلی نباید انتظار عملکرد دوربین یک دستگاه رده بالا را از این گوشی داشته باشد. در تصاویر ثبت شده با استفاده از دوربین نوکیا ۳، جزئیات به اندازهٔ یک دوربین ۸ مگاپیکسلی وجود دارند. اما مسئلهٔ مهم در عملکرد آن که اندکی ممکن است ما را از آن ناامید کند، دقت آن در ثبت درست رنگ‌ها و عدم شفافیت در ثبت لبه‌ها و مرزهای سوژه‌ها می‌باشد. یکی دیگر از مشکلاتی که در این گوشی و دوربین آن شاهد بودیم، مشکل آن در بخش فوکوس می‌باشد. زمانی که در حال عکاسی هستید و قصد تنظیم فوکوس به صورت خودکار را دارید، در برخی موارد ممکن است فوکوس به درستی انجام نشود و تصویری تار برای شما به ثبت برسد.